# José Daniel Guerrero
José Daniel Octavio „Chepe” Guerrero Rodríguez (ur. 18 listopada 1987 w Guadalajarze) – meksykański piłkarz występujący na pozycji defensywnego pomocnika, reprezentant Meksyku.

## Kariera klubowa
Guerrero jest wychowankiem zespołu Atlante FC z siedzibą w stołecznym mieście Meksyk. Do seniorskiej drużyny został włączony jako osiemnastolatek przez szkoleniowca René Isidoro Garcíę i w meksykańskiej Primera División zadebiutował 9 września 2006 w przegranym 0:2 spotkaniu z Atlasem. W maju 2007 jego drużyna przeniosła swoją siedzibę do miasta Cancún i od tego czasu, po przyjściu trenera José Guadalupe Cruza, wywalczył sobie niepodważalne miejsce w wyjściowej jedenastce. W jesiennym sezonie Apertura 2007 zdobył z Atlante swój premierowy tytuł mistrza Meksyku, natomiast premierową bramkę w lidze zdobył 24 stycznia 2009 w wygranej 2:0 konfrontacji z Morelią. W tym samym roku triumfował w najbardziej prestiżowych rozgrywkach Ameryki Północnej – Ligi Mistrzów CONCACAF i dzięki temu wystąpił na Klubowych Mistrzostwach Świata, zajmując tam ze swoją ekipą czwarte miejsce. Kilka miesięcy później, po odejściu z klubu Federico Vilara, został mianowany kapitanem ekipy. W wiosennym sezonie Clausura 2013 dotarł z nią do finału krajowego pucharu – Copa MX, a na koniec rozgrywek 2013/2014 spadł ze swoją drużyną do drugiej ligi. Ogółem w Atlante spędził osiem lat, będąc jedną z ważniejszych figur w najnowszej historii klubu.
Latem 2014 Guerrero przeszedł do stołecznej drużyny Club América, gdzie już w pierwszym sezonie – Apertura 2014 – wywalczył swoje drugie mistrzostwo Meksyku, pełniąc jednak często rolę rezerwowego. W 2015 roku zajął natomiast drugie miejsce w krajowym superpucharze – Campeón de Campeones, a także po raz drugi w karierze triumfował w Lidze Mistrzów CONCACAF. Ponownie wziął również udział w Klubowych Mistrzostwach Świata, na których uplasował się z Américą na piątej lokacie, w międzyczasie zostając podstawowym graczem środkowej formacji. W 2016 roku drugi raz z rzędu, a trzeci ogółem wygrał północnoamerykańską Ligę Mistrzów.
| Sezon     | Klub         | Kraj   | Rozgrywki | Mecze | Bramki |
| --------- | ------------ | ------ | --------- | ----- | ------ |
| 2006/2007 | Atlante FC   | Meksyk | Liga MX   | 6     | 0      |
| 2007/2008 | Atlante FC   | Meksyk | Liga MX   | 27    | 0      |
| 2008/2009 | Atlante FC   | Meksyk | Liga MX   | 29    | 1      |
| 2009/2010 | Atlante FC   | Meksyk | Liga MX   | 34    | 1      |
| 2010/2011 | Atlante FC   | Meksyk | Liga MX   | 34    | 0      |
| 2011/2012 | Atlante FC   | Meksyk | Liga MX   | 27    | 0      |
| 2012/2013 | Atlante FC   | Meksyk | Liga MX   | 32    | 0      |
| 2013/2014 | Atlante FC   | Meksyk | Liga MX   | 30    | 0      |
| 2014/2015 | Club América | Meksyk | Liga MX   | 26    | 0      |
| 2015/2016 | Club América | Meksyk | Liga MX   | 37    | 1      |
| 2016/2017 | Club América | Meksyk | Liga MX   |       |        |

## Kariera reprezentacyjna
W styczniu 2007 Guerrero został powołany przez szkoleniowca Jesúsa Ramíreza do reprezentacji Meksyku U-20 na Mistrzostwa Ameryki Północnej U-20. Tam był jednym z ważniejszych członków drużyny, rozegrał dwa spotkania (obydwa w pierwszej jedenastce), natomiast jego kadra zanotowała bilans dwóch zwycięstw i remisu, zajmując pierwsze miejsce w swojej grupie. Pół roku później znalazł się w składzie na Mistrzostwa Świata U-20 w Kanadzie; podczas światowego czempionatu pełnił z kolei na ogół rolę rezerwowego, pojawiając się na boisku w trzech z pięciu możliwych meczów (z czego w jednym w wyjściowym składzie). Meksykanie zakończyli ostatecznie swój udział w młodzieżowym mundialu na ćwierćfinale, ulegając w nim późniejszemu triumfatorowi – Argentynie (0:1).
W seniorskiej reprezentacji Meksyku Guerrero zadebiutował za kadencji selekcjonera Hugo Sáncheza, 9 września 2007 w wygranym 1:0 meczu towarzyskim z Panamą.